# Queda de água de Hukou

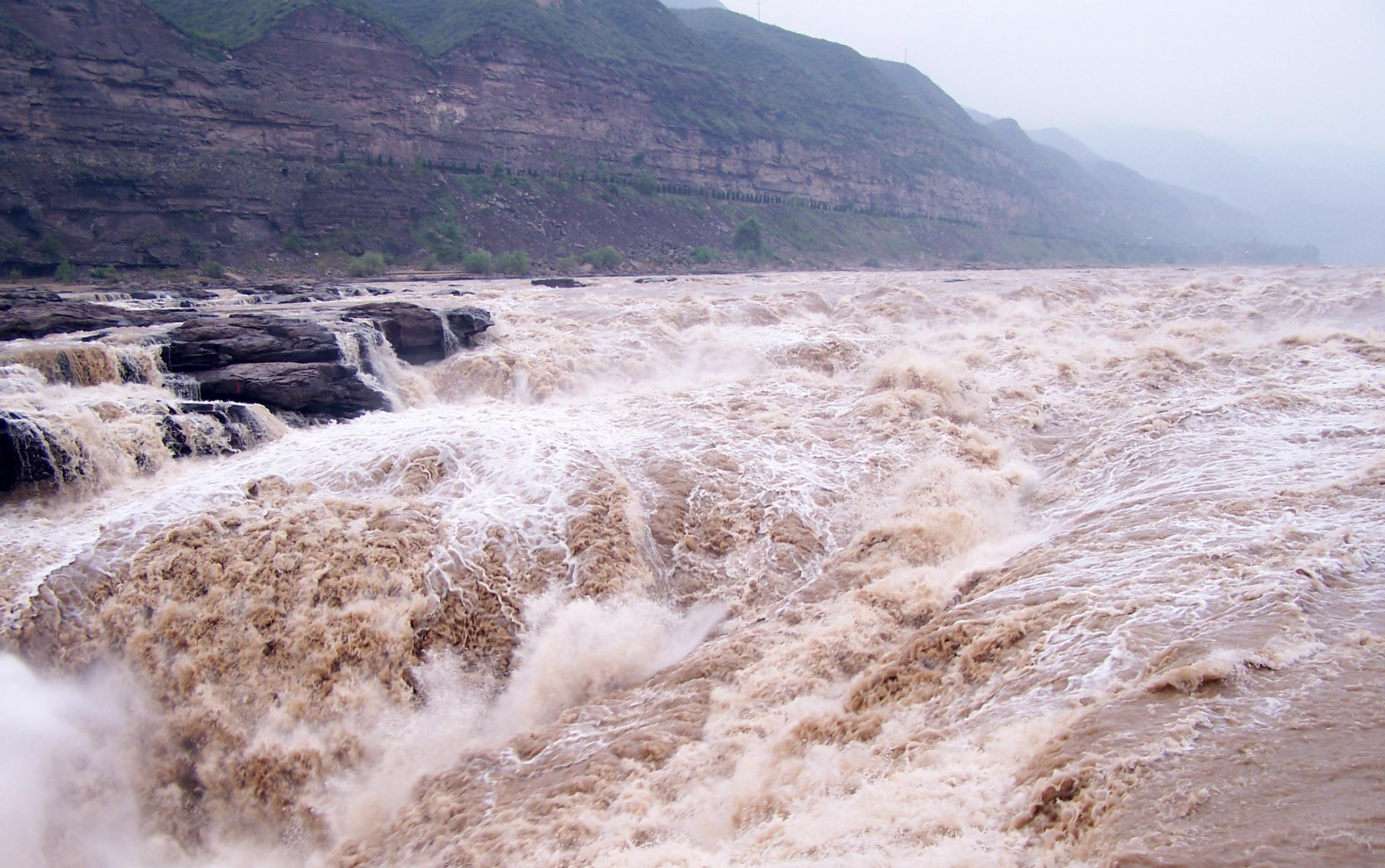
A catarata Hukou em 2005

A queda de água de Hukou (chinês tradicional: 壺口瀑布, : 壶口瀑布, : ) é uma queda de água ou cachoeira na China, a maior do rio Amarelo e a segunda maior queda do país (após a cascata Huangguoshu). Encontra-se na fronteira entre as províncias de Shaanxi e Xanxim, a 165 km ao oeste da cidade de Fenxi e a 50 km ao leste de Yichuan. A catarata de Hukou forma-se no curso médio do rio Amarelo, quando as suas águas fluem através do Grande Canhão de Jinxia. A largura da garganta da queda de água mostra-se com a temporada, pelo geral de 30 m de largura, pode aumentar a 50 m durante a temporada de inundações. Tem uma altura a mais de 20 m. Quando o rio Amarelo se acerca à montanha de Hukou, bloqueado por montanhas em ambos lados, sua largura se reduz abruptamente a 20-30 m. Aumenta a velocidade da água, e depois o rio submerge-se por uma estreita abertura de um alcantilado, formando uma queda de água de 15 m de altura e 20 m de largura, como se a água se vertesse desde uma grande gargalo. Por isso recebe o nome de Hukou (literalmente, boca de frasco ou garrafa). O volume varia desde 1 000 a 8 000 m³/s na época de crescidas.
A catarata dá nome ao parque nacional Catarata de Hukou (em chinês: 黄河壶口瀑布风景名胜区) e ao geoparque nacional Queda de água de Hukou do rio Amarelo (em chinês : 黄河壶口瀑布国家地质公园).
Justo debaixo da catarata há uma pedra brilhante chamada guishi (鬼石) que misteriosamente se move acima e abaixo, segundo seja o nível do água: não importa quanto grande seja o volume, já que sempre é parcialmente visível.
No meio do rio, a uns 3 000 m da catarata de Hukou, uma rocha enorme chama a atenção dos visitantes. Quando o rio Amarelo flui neste ponto, se divide em dois, rodando e rugindo em e desde ambos lados da rocha antes de convergir.
Abaixo catarata está a ponte de Qilangwo, que liga as duas províncias de Xanxim e Shaanxi. À luz do sol, o nevoeiro se refracta pela luz do sol criando um arco íris que abarca a água como uma colorida ponte. Em 1991, a catarata de Hukou foi nomeada uma das "40 Melhores" pontos cénicos nacionais.
Devido à sua localização remota no interior do país, na meseta de Loes, Hukou era anteriormente de muito difícil acesso. Após que os governos locais melhorassem o transporte e as instalações turísticas, o número de visitantes aumentou desde os 20 000 em 1994, a 47 000 em 1995 e a 100 000 em 1996.
Uma imagem da cascata de Hukou pode-se ver na nota de 50 RMB da antiga quarta série de renminbis.